# Avery Carrington
Avery Carrington is een personage uit de Grand Theft Auto-videospellen. Hij komt in twee spellen voor, namelijk Grand Theft Auto: Vice City en Grand Theft Auto: Liberty City Stories, alhoewel er ook een billboard van hem hangt in Grand Theft Auto: San Andreas. Zijn stem is ingesproken door Burt Reynolds.

## GTA Vice City
Avery Carrington ontmoet Tommy Vercetti via Ken Rosenberg in 1986. Hij vraagt Tommy te hulp bij een paar problemen rond zijn nieuwste project: de constructie van een gebouw in Vice Point (waar ooit de Fun Fair stond), dat gehinderd wordt door een ander bouwproject. Tommy veroorzaakt een staking van de bouwvakkers van het andere project en blaast het gebouw op met op afstand bestuurbare helikopters met explosieven. Later verzoekt Avery Tommy een gangwar tussen de Cubans en Haïtians te veroorzaken door een Haïtiaanse begrafenis te verstoren met een Cuban Hermes. Zoals Avery verklaart:

Nothing brings down real estate prices quicker than a good old-fashioned gang war, 'cept maybe a disaster, like a biblical plague or something, but that may be going too far in this case.

Deze techniek werd opgeschreven door Avery's leerling Donald Love, die het jaren later in GTA III toepaste.

## GTA Liberty City Stories
In GTA Liberty City Stories zien we hoe Avery vermoord wordt door Toni Cipriani, in opdracht van Avery's vroegere leerling Donald Love. Journalist Ned Burner had foto's van deze moord, met als gevolg dat ook hij vermoord wordt. Zowel het lijk van Carrington als het lijk van Burner worden door Toni Cipriani gestolen en opgegeten door Donald Love, die niet vies is van kannibalisme.